# Несбитт, Деррен
Деррен Несбитт (Derren Nesbitt; род. 1935) — британский актёр кино и телевидения.

## Биография
Урождённый Деррен Майкл Хорвитц.
Карьера Несбитта в кино началась в конце 1950-х, он также снимался во многих телесериалах в конце 1960-х — начале 1970-х годов. Он наиболее известен своей ролью штурмбаннфюрера СС фон Хапена в фильме 1968 года «Куда не долетают и орлы».
Роль умирающего от онкологического заболевания артиста травести-шоу в драме Джэми Паттерсона «Скованный» принесла ему номинации на кинофестивале ЛГБТК-фильмов в Кингстоне и Атланте (en:Reelout Queer Film Festival и en:Out on Film).

## Личная жизнь
Несбитт был женат четыре раза и имеет 5-х детей. Его первой женой была актриса Энн Обри (род. 1937). Пара рассталась после того, как Несбитт избил жену, узнав об её измене.